# Inuyasha the Movie - L'isola del fuoco scarlatto
Inuyasha the Movie - L'isola del fuoco scarlatto (映画犬夜叉 紅蓮の蓬莱島?, Eiga Inuyasha: Guren no Hōraijima) è un film del 2004 diretto da Toshiya Shinohara. È il quarto e ultimo film anime basato sulla serie manga shōnen Inuyasha di Rumiko Takahashi. Il film fu distribuito in Giappone il 23 dicembre 2004 dalla Toho. È l'unico film della serie a cui non abbia lavorato Hideyuki Motohashi.

## Trama
Un gruppo di bambini mezzodemone sull'isola di Hōrai osserva una copia della sacerdotessa Kikyo prendere vita in una sfera verde nel forno di Meido. Quattro cicatrici, il marchio dei quattro demoni Shitoshin (Ryura, Jura, Kyora e Gora), appaiono sulla schiena di tutti i bambini tranne che sulla più giovane, Ai. Asagi, la più anziana, dice ad Ai di lasciare l'isola, e viene salvata dal mezzodemone Inuyasha e dai suoi compagni Kagome Higurashi, Miroku, Sango, Shippo e Kirara. Dopo che Ai chiede a Inuyasha di salvare gli altri, Inuyasha spiega ai suoi amici il mito dell'isola di Horai, un luogo che appare una volta ogni cinquant'anni. Ricorda quando lui e Kikyo arrivarono sull'isola cinquant'anni prima e subirono un'imboscata dagli Shitoshin: Gora aveva estratto il sangue di Kikyo (usato per creare la sua copia) e Ryura aveva marchiato la schiena di Inuyasha con le quattro cicatrici.
Dopo la ricomparsa dell'isola, Kikyo ne viene a conoscenza e si imbarca per indagare, mentre Sesshomaru si stacca da Jaken e Rin per affrontare Kyora, che gli aveva inferto le quattro cicatrici in passato. Mentre Inuyasha e la compagnia si avvicinano all'isola, Jura appare e spara loro con il suo Seitenho. Miroku e Sango volano via su Kirara per deviare l'attacco, mentre Inuyasha, Kagome e Ai scappano sulla costa dell'isola dove incontrano Ryura. Quando Ryura quasi uccide Inuyasha, Kagome interferisce nella battaglia, permettendo a Ryura di fuggire.

Inuyasha e i suoi compagni con i bambini dell'isola.

Ai porta il gruppo in un villaggio dove incontrano i bambini e apprendono che Asagi si sacrificherà al forno di Meido, sostenendo che la sua morte permetterà agli altri di vivere un po' più a lungo. Tutti seguono Asagi al forno, in cui Inuyasha e Asagi vengono trascinati dopo aver tentato di distruggerlo. All'esterno, il resto della banda e i bambini cercano di aprire il portone mentre Inuyasha incontra lo spirito di Kanade, una sacerdotessa che aveva combattuto gli Shitoshin cinquant'anni prima. Kanade spiega come aveva tentato di distruggerli portando con sé le loro sfere di potere nel forno a costo della sua vita, costringendo gli Shitoshin a ricorrere al sacrificio di mezzodemoni nel forno per poter riconquistare lentamente il loro potere. Quindi, dà a Inuyasha una scatola contenente le quattro sfere di potere e la sua forza rimanente in cambio della distruzione del forno e del salvataggio dei bambini.
Inuyasha e Asagi si liberano e distruggono il forno, spezzando l'arco e le frecce di Kagome. Inuyasha viene quindi attaccato dalla copia di Kikyo, che apre la scatola e fa tornare le sfere agli Shitoshin. Il gruppo poi si divide: Inuyasha affronta la copia di Kikyo, Miroku e Sango volano su Kirara per combattere contro Jura e Gora, mentre Kagome, Shippo e i bambini tentano di costruire una zattera per far fuggire tutti dall'isola (dato che senza il sacrificio e il forno sprofonderà). Nel frattempo, Sesshomaru sconfigge Kyora e con la sua morte una delle cicatrici scompare, lasciando gli altri a occuparsi dei restanti Shitoshin. Inuyasha viene salvato dalla vera Kikyo che distrugge la sua copia, dopo averlo rimproverato, lasciando dietro di sé arco e frecce.
Inuyasha torna sulla spiaggia per uccidere Ryura, salvando Kagome e i bambini. Dopo che Miroku, Sango e Kirara distruggono Jura, aiutano Inuyasha a sconfiggere Gora. Tuttavia, tornati a terra, si accorgono che l'ultima cicatrice non è sparita, infatti le sfere del potere si combinano per formare un nuovo Shitoshin, con quattro teste e tutti i loro poteri. Dopo che uno dei bambini, Shion, viene guidato a trovare le armi di Kikyo dalle lucciole dell'isola contenenti gli spiriti di coloro che sono stati sacrificati, Inuyasha e Kagome usano i loro poteri per distruggere l'ultimo Shitoshin una volta per tutte, rimuovendo l'ultima cicatrice da coloro che erano stati marchiati. Tutti sfuggono alla distruzione dell'isola sulla zattera, mettendo a tacere il suo mito. I bambini, dopo aver risieduto temporaneamente nel villaggio di Kaede, salutano Inuyasha e i suoi amici per perseguire la loro libertà.

## Distribuzione

### Edizione italiana
L'edizione italiana del film, distribuita direttamente in DVD-Video, fu curata dalla Dynit. Il doppiaggio fu eseguito dalla E.T.S. e diretto da Fabrizio Mazzotta su dialoghi di Gianluca Aicardi.

### Edizioni home video
L'edizione italiana fu distribuita in due dischi DVD il 25 maggio 2006 dalla Terminal Video Italia. Il secondo DVD include come extra uno speciale sull'Inuyasha Day tenutosi al Future Film Festival 2006, un videomanga sugli ultimi capitoli, due video su battute e scene memorabili dei protagonisti nella serie TV, degli esercizi di doppiaggio, trailer e spot tv, opening ed ending senza crediti e coi crediti giapponesi, "La canzone dell'addio" con testo e traduzione e una galleria artistica. Il film fu distribuito in Blu-ray Disc il 27 settembre 2017 nel secondo disco del cofanetto Inuyasha - The Movies Collection, insieme al precedente Inuyasha the Movie - La spada del dominatore del mondo; questa edizione non include contenuti speciali.

## Accoglienza

### Incassi
Il film chiuse all'ottavo posto del botteghino giapponese nella sua terza e ultima settimana, incassando un totale di 810 milioni di yen.